# سحلية دودية مهملة
سحلية دودية مهملة (الاسم العلمي: Amphisbaena neglecta) هي نوع من الزواحف تتبع جنس السحلية الدودية من فصيلة السحالي الدودية.